# Kimcote and Walton
Kimcote and Walton is een civil parish in het bestuurlijke gebied Harborough, in het Engelse graafschap Leicestershire.